# Sedlice (Slowakei)
Sedlice (bis 1927 slowakisch auch Šedlice; deutsch Sedlitz, Sednitz; ungarisch Szedlice) ist ein Ort und eine Gemeinde im Okres Prešov (Prešovský kraj) im Osten der Slowakei, mit 939 Einwohnern (Stand 31. Dezember 2024).

## Geographie

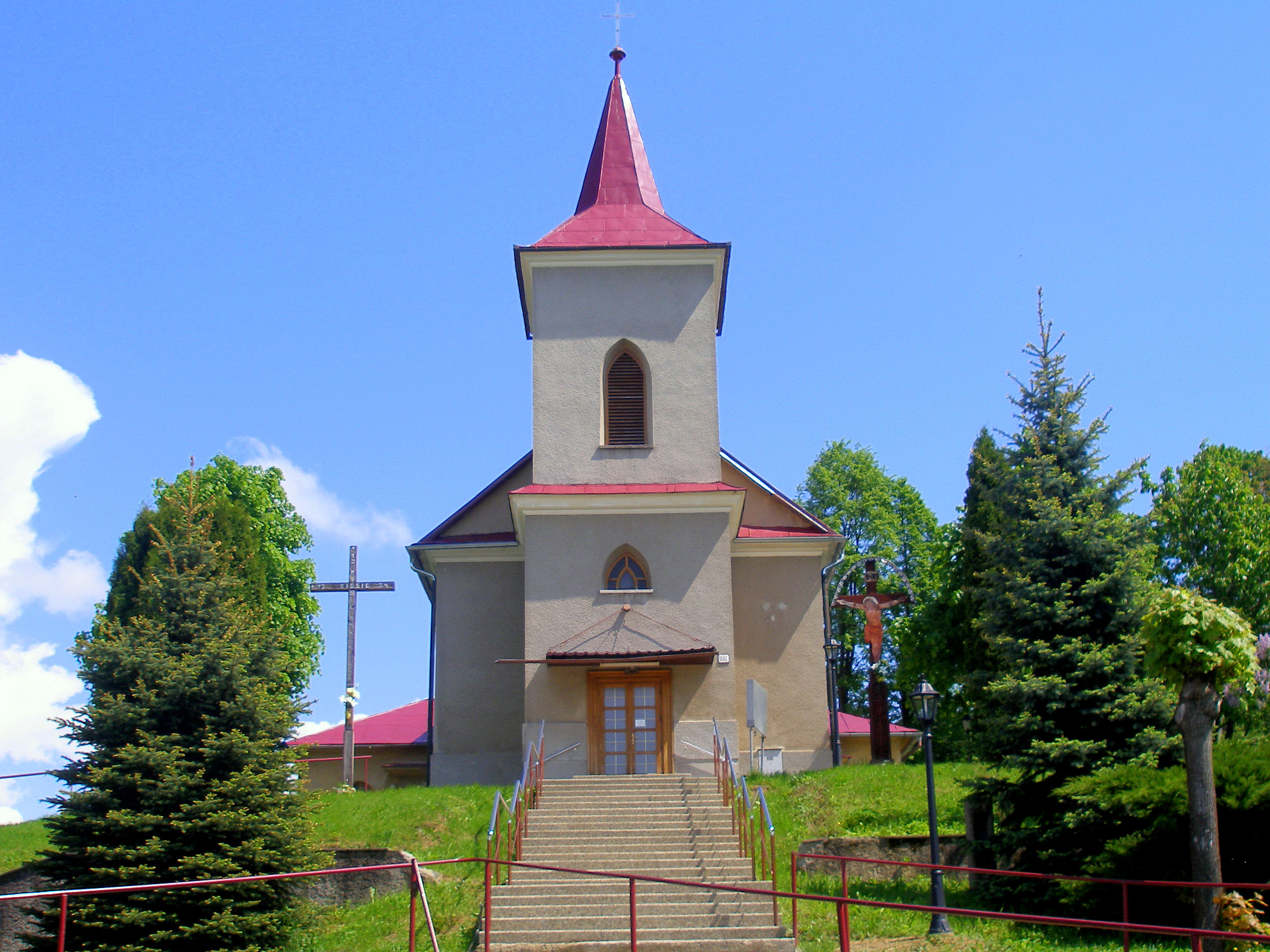
Kirche im Ort

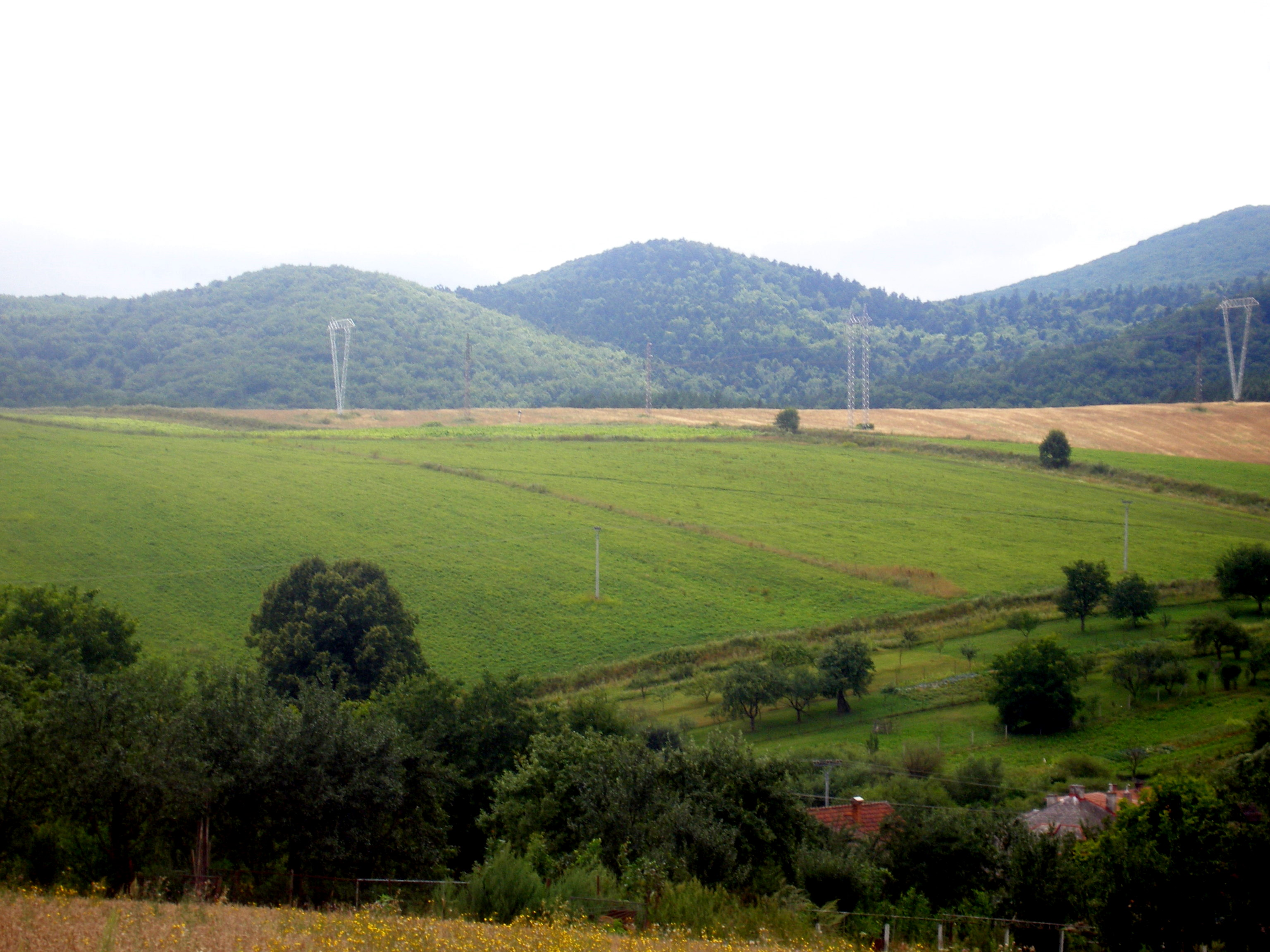
Das Umland von Sedlice

Die Gemeinde liegt am Südrand des Berglands Šarišská vrchovina am Bach Sopotnica, der weiter südöstlich nach einem Durchbruch des Gebirges Čierna hora in den Hornád mündet. Das Ortszentrum ist 26 Kilometer von der Stadt Prešov gelegen.

## Geschichte
Die erste nachgewiesene Besiedlung des Ortes geht in die Zeit vor dem 11. Jahrhundert zurück. Die erste Erwähnung als Selic stammt aus dem Jahre 1329. Im Hochmittelalter gehörte der Ort zu den Grundbesitzern von Drienov, danach kurz zum Geschlecht Drugeth, dann ab dem späten 14. Jahrhundert wird es mehr wechselhaft zwischen dem König, Stadt Kaschau und verschiedener Grundbesitzer. In einem Verzeichnis aus dem Jahr 1427 werden 66 Porta erwähnt. In der nächsten Zeitalter verließen aber Huber die Ortschaft oder verarmten, sodass es in der Mitte des 16. Jahrhunderts nur 9 Porta gab. Neben der Landwirtschaft und Forstwirtschaft gab es im Ort eine Säge und einen Steinbruch.

## Bevölkerung
| Jahr                | 1994 | 2004    | 2014    | 2024     |
| ------------------- | ---- | ------- | ------- | -------- |
| Anzahl der Personen | 1017 | 1040    | 1057    | 939      |
| Unterschied         |      | +2,26 % | +1,63 % | −11,16 % |

| Jahr                | 2023 | 2024    |
| ------------------- | ---- | ------- |
| Anzahl der Personen | 956  | 939     |
| Unterschied         |      | −1,77 % |

## Sehenswürdigkeiten
- römisch-katholische Kirche aus dem Jahr 1859